# Campionati panamericani di scherma
I Campionati panamericani di scherma sono la più importante manifestazione continentale di scherma organizzata dalla Pan American Fencing Confederation.

## Edizioni
| Anno | Città                | Nazione     |
| ---- | -------------------- | ----------- |
| 2006 | Valencia             | Venezuela   |
| 2007 | Montréal             | Canada      |
| 2008 | Querétaro            | Messico     |
| 2009 | Querétaro            | El Salvador |
| 2010 | San José             | Costa Rica  |
| 2011 | Reno                 | Stati Uniti |
| 2012 | Cancún               | Messico     |
| 2013 | Carthagène des Indes | Colombia    |
| 2014 | San José             | Costa Rica  |
| 2015 | Santiago del Cile    | Cile        |
| 2016 | Panama               | Panama      |
| 2017 | Montréal             | Egitto      |
| 2018 | L'Avana              | Cuba        |
| 2019 | Toronto              | Canada      |

## Medagliere
| Posiz. | Nazione     | Oro | Argento | Bronzo | Totale |
| ------ | ----------- | --- | ------- | ------ | ------ |
| 1      | Stati Uniti | 122 | 56      | 80     | 257    |
| 2      | Venezuela   | 14  | 24      | 37     | 75     |
| 3      | Canada      | 13  | 53      | 57     | 123    |
| 4      | Cuba        | 8   | 4       | 12     | 24     |
| 5      | Brasile     | 3   | 13      | 20     | 36     |
| 6      | Messico     | 2   | 7       | 15     | 24     |
| 7      | Argentina   | 2   | 3       | 17     | 23     |
| 8      | Colombia    | 0   | 2       | 3      | 5      |
| 9      | Panama      | 0   | 2       | 1      | 3      |
| 10     | Cile        | 0   | 0       | 4      | 4      |
| 11     | Porto Rico  | 0   | 0       | 1      | 1      |
| 11     | Perù        | 0   | 0       | 1      | 1      |
| Totale | Totale      | 164 | 164     | 248    | 576    |